# Pyronia
Pyronia is een geslacht van vlinders uit de familie Nymphalidae.

## Soorten
- Pyronia tithonus (Linnaeus, 1767) - Oranje zandoogje
- Pyronia cecilia (Vallantin, 1894) - Zuidelijk oranje zandoogje
- Pyronia bathseba Fabricius, 1793 - Spaans oranje zandoogje
- Pyronia janiroides (Herrich-Schäffer, 1851)